# Brough of Deerness

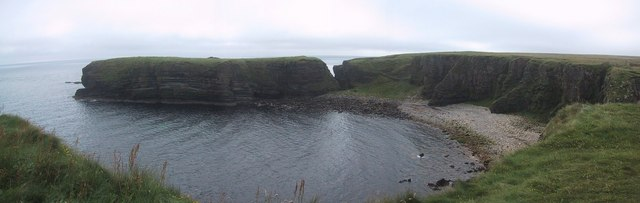
Seitenansicht

Der Brough of Deerness liegt auf Mainland, der Hauptinsel der Orkney, auf der Nordostseite der Halbinsel Deerness. Er ist, ähnlich wie der viel größere Brough of Birsay, eine Gezeiteninsel, die aber nur bei hohem Seegang unzugänglich ist. Der Brough ist ein Küstenvorsprung, der heute etwa auf Strandniveau durch modernen Wegeausbau erreichbar ist.

## Beschreibung
Auf dem 80 × 30 m messenden Brough befinden sich die Reste einer Siedlung und einer Kapelle. Eine geologische Untersuchung bestätigte, dass die einstige Landverbindung zerbrach, lange Zeit bevor der Brough von Pikten besiedelt wurde, die Gebäude errichteten, deren Reste zwischen der späteren Wikingerbesiedlung gefunden wurden. 
Es gibt auf dem Brough einen Wall, der den meerseitigen vom landseitigen Bereich trennt. Die etwa 4,0 × 5,0 Meter messenden Kapellereste innerhalb der Einfriedung werden von den Fundamenten von etwa 30 zumeist rechteckigen Gebäude begleitet. Die Ansiedlung könnte ein Kloster gewesen sein, aber vieles spricht für eine weltliche Anlage. Eine ältere Stein-Holz-Version der Kirche stammt aus der Wikingerzeit. Eine Münze von Eadgar der Friedensstifter (König von 959 bis 975 n. Chr.) datiert diese Kapelle, die zu den frühesten Belegen für Christentum in der Wikingerzeit im Nordatlantik gehört. Die nachfolgende Steinkapelle auf dem Brough war zeitgenössisch mit der nahen Kirche bei Skaill. Skaill ist der einzige Anlegeplatz an der ansonsten steilen Küste.

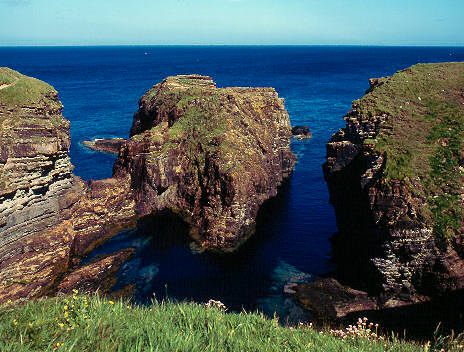
Der Brough (mittig)

## Überlieferung
Der Wikinger Thorkel Amundason hatte im 11. Jahrhundert eine Farm im nahe gelegenen Skaill. Er war ein Bundesgenosse von Jarl Thorfinn Sigurdsson (Thorfinn the Mighty) und an der Ermordung des Jarls Einar Sigurdsson (1020 n. Chr.) die auf Deerness erfolgt sein soll, beteiligt. Die Reste der Farm und die einer früheren piktischen Siedlung wurden ausgegraben. In der nahen Kirche, die der Theologe George Low 1774 in „A Tour through the Islands of Orkney and Shetland“ als die bedeutendste auf den Orkney beschrieb, gibt es einen Hogback (Grabstein der Wikinger) aus rotem Sandstein, der auf dem Friedhof gefunden wurde und ungefähr auf 1100 n. Chr. datiert wird.

## In der Nähe
An der Ostküste der Halbinsel Deerness, in der Pfarrei St. Andrews liegt die etwa 70,0 m lange und 20 m breite eingestürzte Seehöhle „The Gloup“.